# Vincenzo Giustiniani (bispo de Bréscia)
Vincenzo Giustiniani (1590 – 13 de fevereiro de 1645) foi um prelado católico romano que serviu como bispo de Brescia (1633-1645) e bispo de Treviso (1623-1633).

## Biografia
Vincenzo Giustiniani nasceu em Veneza, na Itália, em 1590. No dia 18 de dezembro de 1623, foi nomeado bispo de Treviso durante o papado de Urbano VIII. A 7 de janeiro de 1624, foi consagrado bispo por Pietro Valier, bispo de Ceneda, tendo Agostino Gradenigo, bispo de Feltre, e Pasquale Grassi, bispo de Chioggia, servindo como co-consagradores. No dia 31 de janeiro de 1633, foi nomeado bispo de Bréscia, onde serviu como bispo até à sua morte a 13 de fevereiro de 1645.
Enquanto bispo, foi o principal co-consagrador de Inocêncio Serpa, bispo de Pula (1624).